# Châlons-sur-Vesle
Pour les articles homonymes, voir Châlons.
Châlons-sur-Vesle est une commune française située dans le département de la Marne, en région Grand Est.

## Géographie

### Localisation
Châlons-sur-Vesle se trouve au nord-ouest du département de la Marne, en région Grand Est, à l'ouest de l'agglomération rémoise. Elle appartient à la région agricole du Tardenois.
La commune s'étend sur une superficie de 445 hectares. Le village, sur le bord sud du massif de Saint-Thierry, surplombe la vallée de la Vesle en avant-poste de la commune de Chenay au nord. La Vesle marque la limite sud du territoire communal.
Par la route, Châlons-sur-Vesle se situe à 59 km de Châlons-en-Champagne, préfecture du département, à 12 km de Reims, sous-préfecture, et à 21 km de Fismes, bureau centralisateur du canton de Fismes-Montagne de Reims dont dépend Châlons-sur-Vesle depuis 2015. La commune fait en outre partie du bassin de vie de Reims.
Châlons-sur-Vesle est limitrophe de 6 communes. Les communes riveraines sont au nord sur le massif celles de Trigny, Chenay et Merfy et au sud, dans la vallée de la Vesle, celles de Muizon, Thillois et Champigny.
|        | Chenay            |           |
| Trigny | Châlons-sur-Vesle | Merfy     |
| Muizon | Thillois          | Champigny |

### Relief et paysages
À Châlons-sur-Vesle, l'altitude varie de 69 à 136 mètres.
Son territoire communal comprend trois parties de nature très différentes :
- au sud, la vallée de la Vesle, son moulin (Moulin compensé) avec ses fonds marécageux partiellement boisés, et les étangs résultant du creusement des tourbières ;
- au nord, le rebord sud du massif de Saint-Thierry partiellement boisé et qui laisse apparaître la sablière qui fait la notoriété de la commune dans tout le pays rémois ;
- entre les deux, une pente sur laquelle s'étend la grande culture.

Il existait autrefois un ruisseau dit du vivier qui descendait se jeter dans la Vesle en traversant le territoire communal en sa limite Ouest. Si sur Chenay un lieu-dit (le Vivier) rappelle ce ruisseau, il a aujourd'hui disparu.

### Hydrographie

#### Réseau hydrographique
La commune est dans la région hydrographique « la Seine du confluent de l'Oise (inclus) à l'embouchure » au sein du bassin Seine-Normandie. Elle est drainée par la Vesle,.
La Vesle, d'une longueur de 139 km, prend sa source dans la commune de Somme-Vesle et se jette  dans l'Aisne à Ciry-Salsogne, après avoir traversé 52 communes. Les caractéristiques hydrologiques de la Vesle sont données par la station hydrologique située sur la commune. Le débit moyen mensuel est de 4,33 m3/s. Le débit moyen journalier maximum est de 20,7 m3/s, atteint lors de la crue du 25 décembre 2013. Le débit instantané maximal est quant à lui de 26,5 m3/s, atteint le même jour.

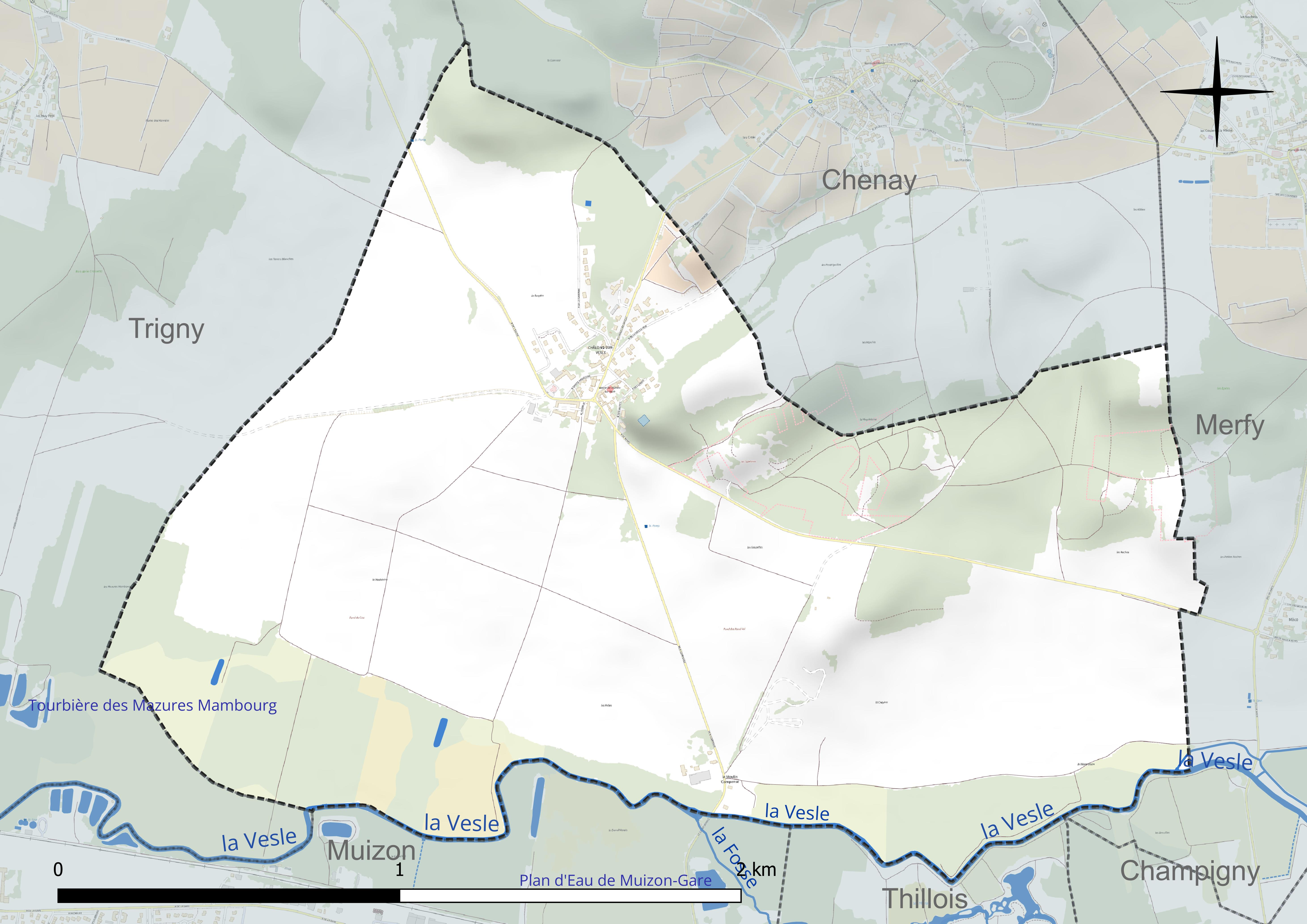
Réseau hydrographique de Châlons-sur-Vesle.

#### Gestion et qualité des eaux
Le territoire communal est couvert par le schéma d'aménagement et de gestion des eaux (SAGE) « Aisne Vesle Suippe ». Ce document de planification, dont le territoire s’étend sur 3 096 km2 répartis sur trois départements (Aisne, Marne et Ardennes) et deux régions (Champagne-Ardenne et Picardie), a été approuvé le 16 décembre 2013. La structure porteuse de l'élaboration et de la mise en œuvre est le Syndicat d’aménagement des bassins Aisne Vesle Suippe (SIABAVES). 
La qualité des cours d’eau peut être consultée sur un site dédié géré par les agences de l’eau et l’Agence française pour la biodiversité. 

### Climat
Pour des articles plus généraux, voir Climat du Grand Est et Climat de la Marne.
En 2010, le climat de la commune est de type climat océanique dégradé des plaines du Centre et du Nord, selon une étude du Centre national de la recherche scientifique s'appuyant sur une série de données couvrant la période 1971-2000. En 2020, Météo-France publie une typologie des climats de la France métropolitaine dans laquelle la commune est exposée à un climat océanique altéré et est dans la région climatique  Nord-est du bassin Parisien, caractérisée par un ensoleillement médiocre, une pluviométrie moyenne régulièrement répartie au cours de l’année et un hiver froid (3 °C). 
Pour la période 1971-2000, la température annuelle moyenne est de 10,6 °C, avec une amplitude thermique annuelle de 15,5 °C. Le cumul annuel moyen de précipitations est de 750 mm, avec 11,9 jours de précipitations en janvier et 8,7 jours en juillet. Pour la période 1991-2020, la température moyenne annuelle observée sur la station météorologique de Météo-France la plus proche, « Chambrecy-Civc », sur la commune de Chambrecy à 14 km à vol d'oiseau, est de 10,7 °C et le cumul annuel moyen de précipitations est de 734,0 mm. 
La température maximale relevée sur cette station est de 40,3 °C, atteinte le 25 juillet 2019 ; la température minimale est de −22,1 °C, atteinte le 17 janvier 1985,,. 
Les paramètres climatiques de la commune ont été estimés pour le milieu du siècle (2041-2070) selon différents scénarios d'émission de gaz à effet de serre à partir des nouvelles projections climatiques de référence DRIAS-2020. Ils sont consultables sur un site dédié publié par Météo-France en novembre 2022.

## Urbanisme

### Typologie
Au 1er janvier 2024, Châlons-sur-Vesle est catégorisée commune rurale à habitat dispersé, selon la nouvelle grille communale de densité à sept niveaux définie par l'Insee en 2022.
Elle est située hors unité urbaine. Par ailleurs la commune fait partie de l'aire d'attraction de Reims, dont elle est une commune de la couronne,. Cette aire, qui regroupe 294 communes, est catégorisée dans les aires de 200 000 à moins de 700 000 habitants,.

### Occupation des sols
L'occupation des sols de la commune, telle qu'elle ressort de la base de données européenne d’occupation biophysique des sols Corine Land Cover (CLC), est marquée par l'importance des territoires agricoles (64,9 % en 2018), en diminution par rapport à 1990 (70,3 %). La répartition détaillée en 2018 est la suivante : 
terres arables (61,7 %), forêts (25,9 %), milieux à végétation arbustive et/ou herbacée (9,2 %), cultures permanentes (3,2 %). L'évolution de l’occupation des sols de la commune et de ses infrastructures peut être observée sur les différentes représentations cartographiques du territoire : la carte de Cassini (XVIIIe siècle), la carte d'état-major (1820-1866) et les cartes ou photos aériennes de l'IGN pour la période actuelle (1950 à aujourd'hui).

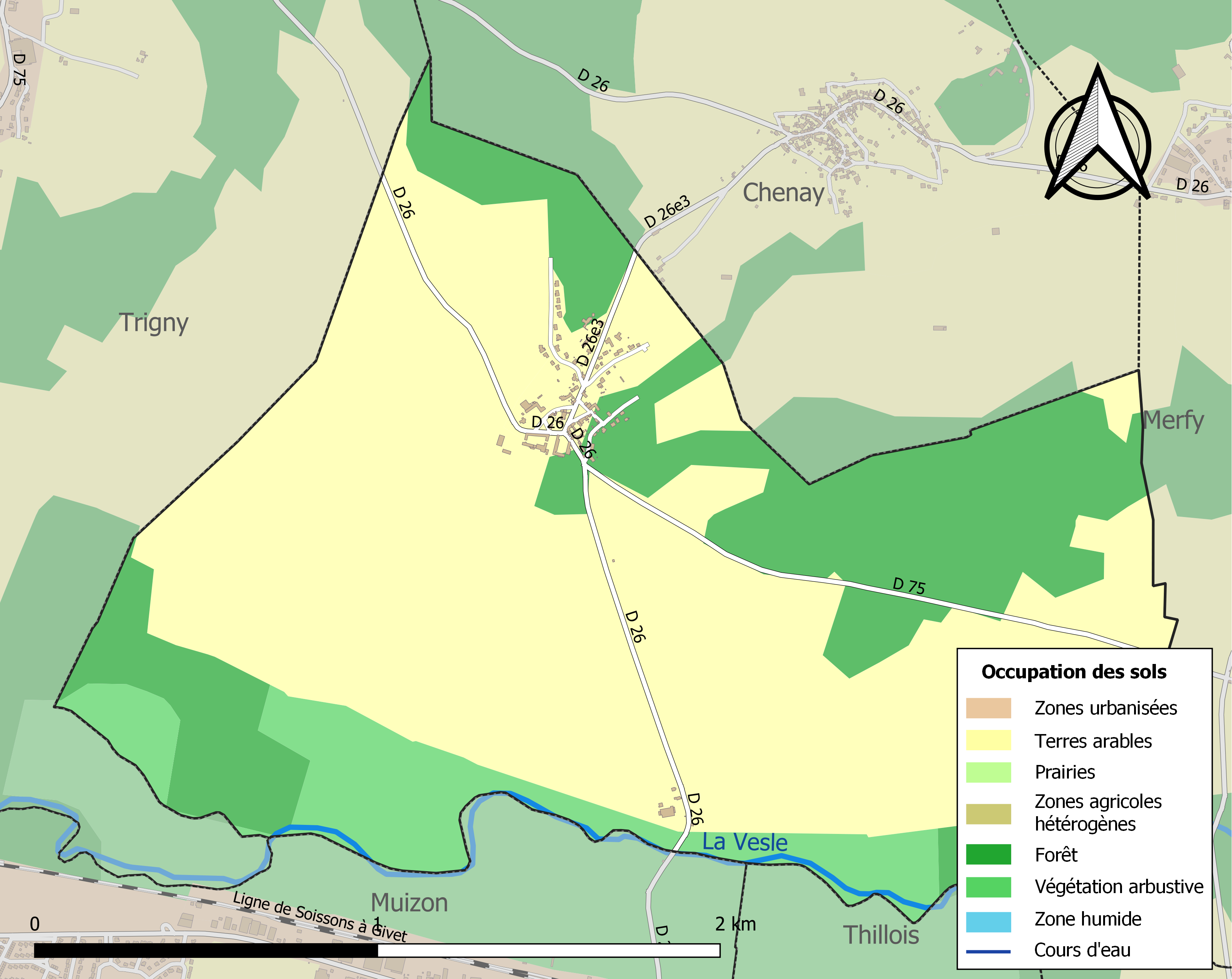
Carte des infrastructures et de l'occupation des sols de la commune en 2018 (CLC).

## Géologie

### Les Sablières

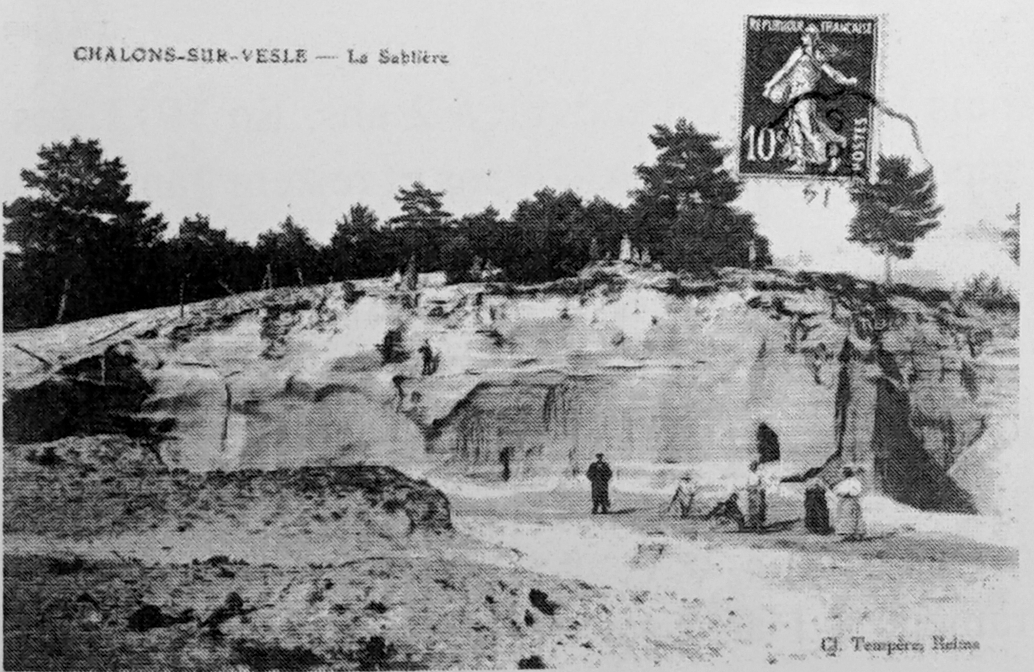
La sablière.

#### Géologie[22]
La situation de Châlons-sur-Vesle est unique avec sa sablière qui laisse apparaître une véritable coupe géologique des sables qui témoignent des fonds et du rivage de l’immersion du Bassin parisien à l’ère tertiaire. Sur une base de craie blanche et de marnes issues du Crétacé (étage Campanien) à la fin de l’ère secondaire (45 millions d’années avant notre ère) a été déposée à l’ère tertiaire (35 millions d’années) au Paléocène (étage Thanétien) une importante couche de sables marins. Ces couches s’empilent successivement sur un socle de tuffeau dit du Moulin Compensé, une importante couche de sables marins dans lesquels sont inclus des blocs de grès ferrugineux, des sables fluvioestuariens qui contiennent des blocs de grès blancs siliceux.
Le grès ferrugineux est le résultat de la concrétion du sable par des oxydes de fer. Ces dalles présentent des dépressions circulaires qui sont les traces des pivots racinaires de la végétation de l’époque (probablement des palmiers).
Ces sables contiennent une variété impressionnante de fossiles marins et aussi des esquilles de silex et des éléments de lignite témoins de l'influence fluviatile.

#### Faune et flore de la sablière
La faune présente un caractère particulier avec les passereaux qui creusent des nids dans le sable comme dans les bois alentour.
Ces sables sont recouverts pour la partie supérieure par une pelouse de type silico-calcaire caractérisée par sa diversité exceptionnelle et son originalité. Les espèces protégées y sont très nombreuses.

#### Protection environnementale
Ce site exceptionnel très fragile et soumis à la forte contrainte d'une fréquentation importante a été classé Natura 2000 (arrêté du 10 février 2016), au même titre que les sablières de Chenay, et sa fréquentation est règlementée par arrêtés municipaux.
En 2009, a été créée l'Association loi 1901 « Sauvegarde des sablières » pour contribuer au sauvetage du site, son entretien et sa mise en valeur.
En janvier 2021 la réserve naturelle régionale des marais et sablières du massif de Saint-Thierry est classée par délibération du conseil régional.

### La carrière du moulin Compensé
Dans la vallée non loin de la Vesle, les affleurements de craie d'un blanc pur composée à 95 % de carbonate de calcium sont encore exploités. Cette craie aisément soluble est utilisée en agriculture (marnage) pour équilibrer les sols trop acides.

## Toponymie
Le nom de la localité est attesté sous les formes Chalon villa (1125) ; Villa Cavalio (1126) ; Chalun (1132) ; Villa que dicitur Chalonis, Chalons (1137) ; Chalona (1143) ; Villa Chalon, que est de parrochia ipsius Triniaci (1156) ; Calon (1171) ; Chalun (1182) ; Chalon super Vidulam (1270) ; Chalon-sur-Veelle, Chalon supra Veele (1270) ; Châlon-Louvel (vers 1274) ; Châlon-sur-Veele (1358) ; Chalonnum supra Vidulam (1372) ; Challon (XIVe siècle) ; Chalon-sur-Veelle (1413) ; Chaalons (1432) ; Chaalon (1481) ; Chaalons-sur-Vesle (1515) ; Chaslons-sur-Vesle (1761).

Du gaulois Catuuellauni, issu du latin Catalauni et Catali (« tribu gauloise de Champagne »).
La Vesle est une rivière, affluent de rive gauche de l'Aisne. Elle traverse principalement le département de la Marne où elle prend naissance, mais termine son cours dans celui de l'Aisne.

## Histoire

### Mésolithique
Les premières occupations du site datent sans doute du Mésolithique (6 000 ans av. J.-C.) comme en témoignent les objets en silex (grattoir, nucléus, pointes de flèches) retrouvés sur le territoire communal. Sans doute les échanges entre les populations de la vallée de l'Aisne et celles de la vallée de la Vesle et du Tardenois empruntaient ce qui devint la première voie le long du massif sur son flanc Est via Cormicy, Hermonville, Pouillon, Merfy.

### Période préhistorique
Peu de témoignages pour cette période ; néanmoins, il ne restait qu'un dolmen haut de trois mètres vandalisé et détruit en 1858. Rappelons que les derniers dolmens élevés le furent au mieux mille ans avant les premières arrivées des Celtes. Les premières constructions mégalithiques se rencontrent déjà au Mésolithique récent et au Néolithique.

### Période celtique
Pas de témoignages conservés.

### Période gallo-romaine
La vallée de la Vesle est une voie naturelle qui mène vers l’Ouest et le Bassin Parisien, de Reims à Paris, de Durocorturum à Lutèce. Les traces d’occupations romaines sont nombreuses sur la commune comme en témoignent les fouilles effectuées notamment au lieu-dit Sur le Mont avec un ensemble funéraire, des monnaies, des bijoux, qui sont désormais exposés au musée Saint-Remi de Reims. Les fouilles du début des années 1970 ont permis d’identifier l’appartenance d’un certain nombre de squelettes à la tribu des Lètes (IIIe siècle apr. J.-C.).
Ont été retrouvés dans le village, outre des sépultures, un four à potier et du mobilier (vases, amphores, coupes…), monnaie romaine… Dans les années 1950 fut mis au jour les restes d’un petit temple gallo-romain (fanum) datant du Ier – IIe siècle apr. J.-C.

### Période du Moyen Âge
Le territoire communal ressort de l'abbaye de Saint-Thierry après avoir été aux mains des Normands de 882 à 922, est restitué aux religieux de Saint-Thierry par acte du roi Charles III du 31 mai 922 non sans avoir été occupé par les seigneurs de Roucy jusqu'en 973.
La peste ravage la commune en 1111. La légende veut que ce fléau cessa lorsque les moines apportèrent sur place les reliques de saint Thierry et de saint Théodulphe.
Le village restera toujours une petite agglomération d'une centaine d'habitants jusqu'au XXe siècle. Néanmoins, il connait une relative activité économique notamment avec le moulin Compensé au bord de la Vesle. Une bulle du Pape Adrien VI en 1156 mentionne déjà ce moulin qui sera racheté en 1892 par la Compagnie des Eaux Vannes de Reims afin de supprimer la chute d'eau qui entrave le libre cours de la rivière. L'agriculture au XIXe siècle est principalement céréalière avec un assolement en betteraves, foins et lentilles.

### Période classique
Les religieux de Saint Thierry au XVIe siècle décident de vendre la Seignererie de Châlons et le Moulin Compensé au Sieur de Juvincourt puis à Jean Beguin.
Dès le XVIe siècle, l'église de Châlons-sur-Vesle est desservie par le curé de Trigny. Il en sera ainsi jusqu'en 1968, date du départ de l'abbé Marcel Pata, dernier curé résident, pour Cormicy. Dès le XVIIe siècle, la commune possède une école avec comme premier instituteur connu Jean Chopiton.

### Période moderne
Le village fut occupé par un détachement de troupes prussiennes lors de la guerre de 1870.

### Guerre 1914-1918
La gare de Muizon avec celle du Marais de neuf en contrebas est le point le plus avancé de l'approvisionnement du Front. Châlons-sur-Vesle, avec ses sablières, est donc une zone stratégique pour les soldats montant au front et ceux en revenant. Le village abrite alors une ambulance et aussi un petit cimetière militaire. Le village devient un enjeu lors de l'offensive allemande du 27 mai 1918 et est alors occupé par l'armée allemande jusqu'au 1er octobre 1918, jour de la libération de la commune.

## Décorations françaises
Croix de guerre 1914-1918 : 30 mai 1921.

## Politique et administration
| Période                                  | Période                      | Identité                                               | Étiquette | Qualité                         |
| ---------------------------------------- | ---------------------------- | ------------------------------------------------------ | --------- | ------------------------------- |
| Les données manquantes sont à compléter. |                              |                                                        |           |                                 |
| 1865                                     | 1869                         | Jacques Edmond Arnould dit Arnould-Baltard (1821-1893) |           |                                 |
|                                          |                              |                                                        |           |                                 |
| 1871                                     | 1880                         | Renard                                                 |           |                                 |
|                                          |                              |                                                        |           |                                 |
| mars 2001                                | En cours (au 4 juillet 2014) | Alain Cullot                                           |           | Réélu pour le mandat 2014-2020, |

## Démographie
L'évolution du nombre d'habitants est connue à travers les recensements de la population effectués dans la commune depuis 1800. Pour les communes de moins de 10 000 habitants, une enquête de recensement portant sur toute la population est réalisée tous les cinq ans, les populations de référence des années intermédiaires étant quant à elles estimées par interpolation ou extrapolation. Pour la commune, le premier recensement exhaustif entrant dans le cadre du nouveau dispositif a été réalisé en 2008.

En 2022, la commune comptait 202 habitants, en évolution de +3,06 % par rapport à 2016 (Marne : −1,19 %, France hors Mayotte : +2,11 %).
| 1800 | 1806 | 1821 | 1831 | 1836 | 1841 | 1846 | 1851 | 1856 |
| ---- | ---- | ---- | ---- | ---- | ---- | ---- | ---- | ---- |
| 96   | 102  | 92   | 123  | 110  | 110  | 101  | 109  | 108  |

| 1861 | 1866 | 1872 | 1876 | 1881 | 1886 | 1891 | 1896 | 1901 |
| ---- | ---- | ---- | ---- | ---- | ---- | ---- | ---- | ---- |
| 123  | 112  | 110  | 98   | 86   | 75   | 70   | 81   | 76   |

| 1906 | 1911 | 1921 | 1926 | 1931 | 1936 | 1946 | 1954 | 1962 |
| ---- | ---- | ---- | ---- | ---- | ---- | ---- | ---- | ---- |
| 71   | 85   | 98   | 92   | 97   | 124  | 124  | 133  | 92   |

| 1968 | 1975 | 1982 | 1990 | 1999 | 2006 | 2008 | 2013 | 2018 |
| ---- | ---- | ---- | ---- | ---- | ---- | ---- | ---- | ---- |
| 118  | 127  | 153  | 148  | 161  | 160  | 160  | 192  | 188  |

| 2022 | - | - | - | - | - | - | - | - |
| ---- | - | - | - | - | - | - | - | - |
| 202  | - | - | - | - | - | - | - | - |

## Lieux, monuments et patrimoine
- La Sablière de Châlons-sur-Vesle.
- Église entourée de son ancien cimetière clos est du XIIIe siècle avec une façade et un portail reconstruit en 1843. Elle contient une chapelle dédiée à sainte Madeleine, patronne de la commune.
- La commune comporte plusieurs grandes fermes relevant de l'architecture traditionnelle du secteur comme on en trouvait encore aux alentours (ferme du Château à Muizon, ferme Lefort à Trigny...). La ferme est organisée autour d'une grande cour parallélépipédique totalement close avec un haut mur sur rue percé d'un vaste portail. En face, le vaste bâtiment d'habitation qui témoigne de la richesse de l'exploitation et de part et d'autre les communs. Les constructions sont en pierre couvertes de tuiles ou d'ardoises.

## Personnalités liées à la commune
Jean-Pierre et Colette Lallement créent en 1975 un restaurant gastronomique à Châlons-sur-Vesle, l'Assiette champenoise, qui acquiert une solide réputation avant de transférer leur établissement à Tinqueux, aux portes de Reims. En 2001, avec leur fils Arnaud Lallement, l'établissement reçoit sa première étoile au guide Michelin, en 2005 sa seconde et en 2014 sa troisième.

## Sources
- Émile Maussenet, Recherches statistiques et historiques sur le village de Châlons-sur-Vesle, Bron-Bourquin, Reims, 1998
- Anonyme, Le site archéologique de Châlons-sur-Vesle, lieu-dit Sur le Mont, Bulletin de la société archéologique champenoise / Groupe d'études archéologiques de Champagne-Ardenne. - 1978 (4, p. 71-79)
- Maurice Jonot, Patrimoine : l'église de Châlons-sur-Vesle - (in : Entre deux terroirs, pages d'histoire du massif de Saint-Thierry) 2010 (no 65, p. 11-13)
- F. Chiesi / V. Louvet, Étude anthropologique de la nécropole de Châlons-sur-Vesle, Groupe d'études archéologiques de Champagne-Ardenne - 1990 (2, 14 p)